# Азончик, Александр Семёнович
Алекса́ндр Семёнович Азо́нчик (белор. Аляксандр Сямёнавiч Азончык; партизанская кличка «Лялин»; 28 июля [10 августа] 1908, Вилейский уезд, Виленская губерния — 8 февраля 1995, Куренец, Минская область) — участник Великой Отечественной войны, командир партизанского отряда «Патриот» бригады имени Будённого Белорусского штаба партизанского движения, Герой Советского Союза (1944).

## Биография
Родился на хуторе Яцковичи (ныне территория дер. Ковенево, Вилейский район, Минская область, Республика Беларусь) в белорусской семье крестьянина-батрака Семёна Кондратовича Азончика (1871 г.р.).
В 1918 году окончил 2 класса Княгининской школы (ныне — Мядельский район, Минская область, Республика Беларусь). Работал пастухом; в 1924 году окончил 7 классов, затем учился на портного.
До 1929 года занимался портняжным делом и хлебопашеством в деревне Ковенево (Виленское воеводство). В этот период (1924—1926) работал разведчиком и писарем (псевдоним «Лялин») в разведорганизации в пользу советской власти.
С октября 1929 по 1931 год служил во 2-м уланском полку имени генерала Дверницкого польской армии (Сувалки); окончил школу младшего комсостава, капрал. После демобилизации работал портным, крестьянином в Эстонии.
С началом Второй мировой войны был призван в польскую армию; воевал под Граево. В сентябре 1939 года был пленён Красной армией, интернирован в Козельск. Вернувшись на родину, организовал Красную Гвардию, в которой работал до декабря 1939; с ноября 1939 по июнь 1941 года был внештатным сотрудником Вилейского областного управления НКВД.
С началом Великой Отечественной войны остался на оккупированной территории. В течение дня 25 июня 1941 года организовал и возглавил группу партизан в количестве 8 человек; к 1 июля партизанский отряд насчитывал уже 64 человека (в последующие годы увеличился до 184). 1 июля отряд дал первый бой: на дороге Вилейка-Долгиново при атаке на вражескую колонну было убито 23 и ранено 29 фашистов. В течение года отряд пускал под откос железнодорожные составы, повреждал линии связи, мосты, уничтожал автомашины противника.
20 декабря 1941 года старший брат Николай и сосед Григорий Петрович Мельников были схвачены и после пыток расстреляны в д. Костеневичи. Оккупанты три дня не разрешали хоронить их трупы.
С июня 1942 года, после вхождения отряда в состав диверсионно-разведывательного отряда имени С. М. Будённого партизанской бригады Вилейской области, А. С. Азончик служил начальником особого отдела; продолжал участвовать в диверсионных операциях. В 1943 году вступил в ВКП(б).
В декабре 1943 г. из группы Азончика был создан отряд «Патриот». Всего отрядом «Патриот» было совершено 439 боевых операций. Командир отряда Азончик лично сам пустил под откос 47 вражеских эшелонов с живой силой и военной техникой и совершил 138 других сложных боевых операций, при этом было убито 1185 и ранено 1510 немецких солдат и офицеров.
Указом Президиума Верховного Совета СССР «О присвоении звания Героя Советского Союза белорусским партизанам» от 1 января 1944 года за «образцовое выполнение правительственных заданий в борьбе против немецко-фашистских захватчиков в тылу противника и проявленные при этом отвагу и геройство и за особые заслуги в развитии партизанского движения в Белоруссии» удостоен звания Героя Советского Союза с вручением медали «Золотая Звезда» (№ 4410) и ордена Ленина.
С июля 1944 года, после присоединения партизанского отряда к частям Красной армии, А. С. Азончик перешёл на советскую работу. До 1955 года работал в Вилейке, был народным судьёй Вилейского района.
Выйдя на пенсию, жил в деревне Куренец Вилейского района, умер 8 февраля 1995 года.

## Награды
- Орден Отечественной войны I степени (11.3.1985)[3]
- Медали